# Jesper Nøddesbo
Jesper Nøddesbo, danski rokometaš, * 23. oktober 1980.
Z dansko rokometno reprezentanco se je udeležil tekmovanj na vseh stopnjah: evropsko prvenstvo v rokometu 2008, svetovno prvenstvo v rokometu 2007 in leta 2011.